# Fassbinder - at elske uden at kræve
Fassbinder - at elske uden at kræve er en dansk dokumentarfilm fra 2015, der er instrueret af Christian Braad Thomsen efter eget manuskript.

## Handling
Christian Braad Thomsen var ven med den tyske instruktør Rainer Werner Fassbinder, der i løbet af 14 år skrev og instruerede 60 enkeltfilm for biograf og tv. Braad Thomsen mødte Fassbinder første gang på Berlin-festivalen i 1969, hvor den tyske instruktørs debutfilm blev buhet ud, og Braad Thomsen var sammen med ham sidste gang kun tre uger før hans død. Filmen er baseret på ikke tidligere offentliggjorte filmoptagelser, som Braad Thomsen lavede med Fassbinder op gennem 1970'erne. Her fortæller Fassbinder om sin kærlighed til barndommens Hollywood, om 70'er-oprøret, om kvindefrigørelsen, om terrorismen i Vesttyskland, om kærlighed, ægteskab og børn - og om den personligt valgte galskab som det måske eneste alternativ til det herskende systems sindssyge. Han suppleres af sin mor og af skuespillervennerne Irm Hermann og Harry Bär.